# Aninoasa, Covasna
Aninoasa (maghiară Egerpatak) este un sat în comuna Reci din județul Covasna, Transilvania, România. Se află în Depresiunea Târgu Secuiesc.